# Полемон II (Понт)
Марк Антоний Полемон Питодор или Полемон II (на латински: Marcus Antonius Polemon Pythodoros, Polemon II; на гръцки: Μάρκος Αντώνιος Πολέμων Πυθόδωρος; 12 пр.н.е./11 пр.н.е.; † 74 г.) е принц и римски клиент, цар на Понт (38 – 64 г.), на Боспорското царство и Колхида (38 – 39/41) и на Киликия.

## Биография
Той е син на Полемон I и Питодорида. Брат е на Артакс III (който става цар на Велика Армения 18 – 35 г.) и на Антония Трифена (която се омъжва за царя на Тракия, Котис VIII).
Полемон II се жени около 50 г. за Береника, дъщерята на Ирод Агрипа I (цар на Юдея), и заради сватбата се обрязва и приема юдейската религия. Тя скоро го оставя и се връща при брат си Ирод Агрипа II в Юдея.